# Jean-Yves Ferri
Jean-Yves Ferri (Mostaganem, Argelia, 20 de abril de 1959) es un dibujante y guionista de historietas francés.
En julio de 2011 fue elegido como guionista de la serie Astérix el Galo creada por René Goscinny y Albert Uderzo. Fue asesorado personalmente por Uderzo, al igual que Didier Conrad, quien posteriormente fue anunciado como nuevo dibujante. Su primer álbum de Astérix fue Astérix y los pictos, publicado en 2013.

## Obras notables
Junto a Didier Conrad como dibujante.
- Astérix y los pictos (2013)
- El papiro del César (2015)
- Astérix en Italia (2017)
- La hija de Vercingétorix (2019)
- Astérix tras las huellas del grifo (2021)